# Anne-Marie Bloch
Pour les articles homonymes, voir Bloch.
Anne-Marie Bloch, née le 28 novembre 1951, est une archère française pratiquant l'arc à poulies. Elle est championne du monde par équipe en 2005.

## Carrière
Elle remporte le titre mondial par équipes aux Championnats du monde de tir à l'arc 2005 à Madrid avec Valérie Fabre et Cécile Jousselin.

## Décorations
- Médaille de la jeunesse et des sports (2006)[1]